# Slag bij Ramillies

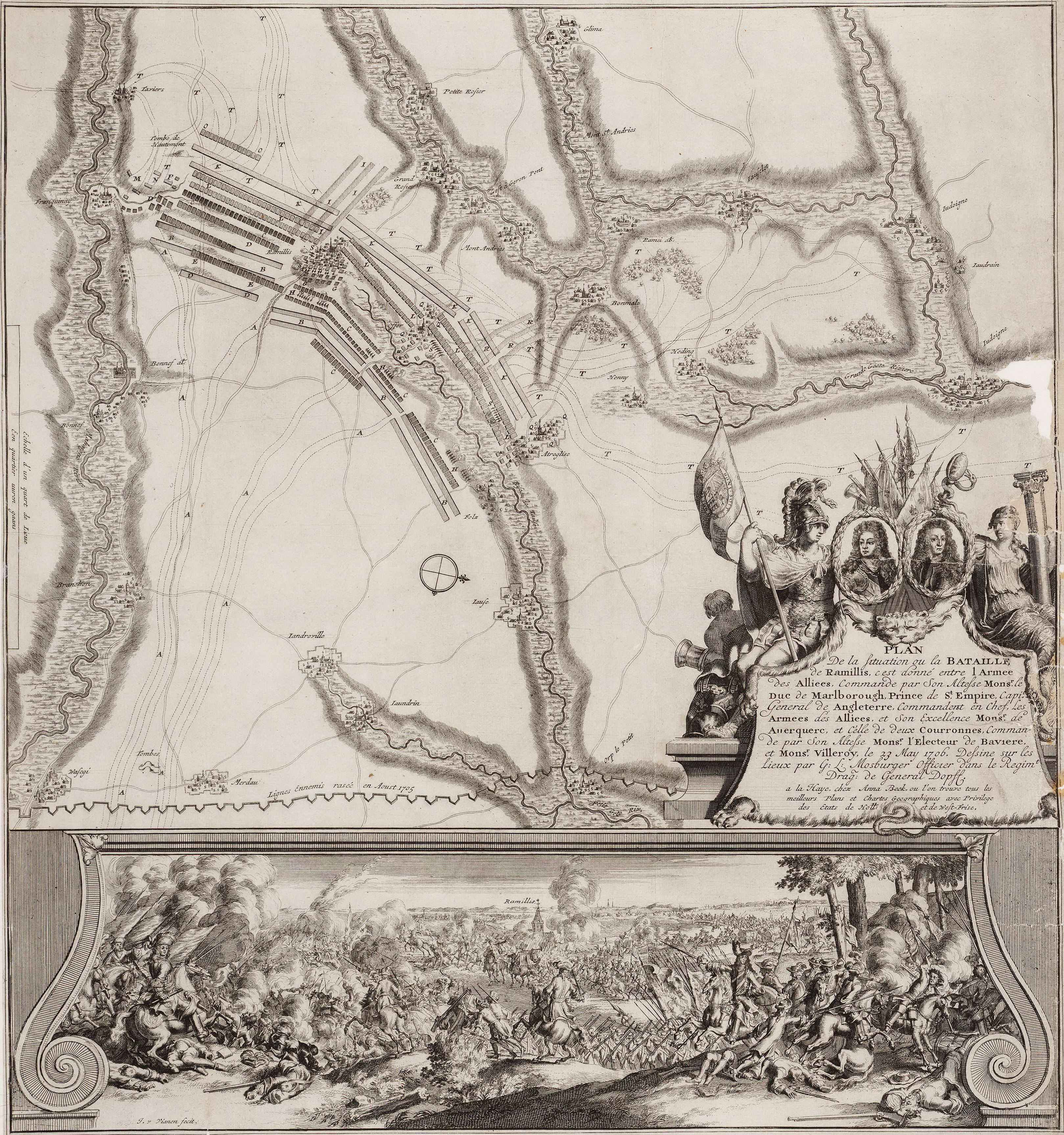
Kaart van de slag bĳ Ramillies, 23 mei 1706, waar de Franse troepen o.l.v. maarschalk Villeroy werden verslagen door de geallieerde troepen o.l.v. de hertog van Marlborough. Met gezicht op Ramillies tĳdens de veldslag.

De Slag bij Ramillies vond plaats op 23 mei 1706 en was een van de veldslagen van de Spaanse Successieoorlog. Bij het Waals-Brabantse plaatsje Ramillies versloeg  een geallieerde coalitie van Engelse en Nederlandse troepen met Deense hulptroepen onder leiding van John Churchill, eerste hertog van Marlborough, een Frans-Spaans-Beierse troepenmacht. Deze overwinning dwong het Frans-Spaanse regime zich terug te trekken uit een groot gedeelte van de Spaanse Nederlanden.

## Voorgeschiedenis
Na jarenlange oorlogen om de macht in Europa wordt in 1697 de Vrede van Rijswijk gesloten: koning Lodewijk XIV van Frankrijk wordt gedwongen om zijn Europese aspiraties te temperen, de alliantie van Engeland en de Verenigde Provinciën (gezamenlijk onder de koning-stadhouder Willem III) en bondgenoten vanuit de Duitse vorstenstaten is te sterk.
Er ontstaat een wankel machtsevenwicht tussen vooral Engeland en Frankrijk, een evenwicht dat ook een protestants/katholiek evenwicht is.
Dat evenwicht kan worden verstoord door het overlijden van de ziekelijke en kinderloze (en katholieke) Spaanse vorst Karel II, die niet alleen Spanje regeert, maar ook de Spaanse Nederlanden, Napels, Sicilië en Milaan. Bovendien heeft Spanje het grootste koloniale rijk van alle Europese mogendheden.
Willem III en Lodewijk XIV maken – buiten de Spaanse vorst om – tot tweemaal toe afspraken om Spanje na de dood van Karel II te verdelen. Uitgangspunt van Willem is dat de Spaanse Nederlanden in geen geval onder Franse invloed mogen komen; Lodewijk heeft vooral zijn zinnen gezet op Spanjes Italiaanse bezittingen.
Echter, zonder dat Willem III het weet, maakt Karel II een testament waarin hij Spanje en al zijn bezittingen na zijn overlijden overdraagt aan Filips van Anjou, de tweede zoon van de Franse kroonprins en dus een kleinzoon van Lodewijk XIV, die dit prachtig vindt. Als Karel II in 1700 overlijdt, wordt Filips plechtig door Lodewijk XIV onthaald als de nieuwe koning van Spanje. Om dit kracht bij te zetten bezetten Franse troepen in de Spaanse Nederlanden enkele vestingsteden in de Spaanse Nederlanden (o.a. Luik). Hij verwacht dat Engeland en de Nederlanden, zo kort na de Negenjarige Oorlog nog niet in staat of bereid zijn een nieuwe grote oorlog te riskeren.

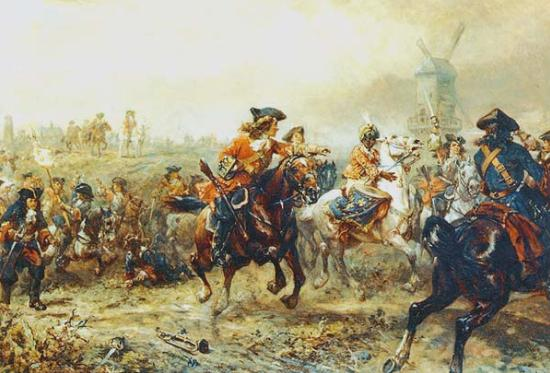
Doorbraak op de rechterflank

Koning-stadhouder Willem III voelt zich bedrogen en zoekt steun bij de Nederlandse regenten en de keurvorst van Brandenburg. Ook de keizer in Wenen sluit zich hierbij aan.
Als even later bekend wordt dat Lodewijk XIV de zoon van de afgezette katholieke Engelse koning Jacobus II als pretendent van de Engelse Kroon erkent, is ook Engeland zelf over de streep. Willem III maakte dit niet meer mee, want in 1702 viel hij van zijn paard en overleed een paar weken later. Hij werd opgevolgd door koningin Anna. Het geallieerde leger zal worden aangevoerd door John Churchill, de hertog van Marlborough.
Maar geheel in Willems geest is er opnieuw een sterke alliantie ontstaan van overwegend protestantse landen (Engeland, de Nederlanden, Duitse vorstendommen) tegen het expansionisme van Lodewijk XIV. Engelse troepen steken over naar het Europese vasteland en samen met Nederlandse en Duitse troepen beginnen de gevechten: in de Spaanse Nederlanden en Italië. Luik wordt veroverd maar het lijkt een langdurige oorlog te worden, vooral de Nederlandse regenten willen een defensieve (dus minder kostbare) oorlog.
In 1704 bereiden zowel de geallieerden als Frankrijk (dat een bondgenootschap heeft met de keurvorst van Beieren) zich voor op een beslissende slag. In 1704 lijkt die te gaan plaatsvinden in Blenheim (tegenwoordig Blindheim), een klein Beiers stadje aan de Donau. Frankrijk hoopt de Oostenrijkse keizer te kunnen verslaan en daarmee de alliantie te kunnen breken. Marlborough behaalt een enorme overwinning en de Franse maarschalk Camille d'Hostun wordt gevangengenomen. Het gaat goed, vooral voor Engeland, een paar maanden later wordt ook Gibraltar veroverd, een verovering met verstrekkende gevolgen.
In 1705 overlijdt de Oostenrijkse keizer en Frankrijk put nieuwe moed, de pas tot maarschalk benoemde hertog van Villeroy, François de Neufville, krijgt opdracht de geallieerden aan te vallen waar hij maar kan. Hoewel de Fransen in Italië aan de winnende hand zijn, wordt toch besloten zich te richten op de Spaanse Nederlanden om enkele verloren vestingsteden te heroveren.
Marlborough had liever Savoie gesteund om daarmee Frankrijk vanuit het zuidoosten te bedreigen, maar de Nederlandse Republiek vreesde dat dit ten koste zou gaan van de troepen aan hun eigen zuidgrens; onder grote druk van de Nederlanden moet Marlborough zijn plannen aanpassen: als hij zich richt op de verdediging tegen de Fransen in Brabant, in de Spaanse Nederlanden, zal de Republiek beter meewerken, meer geld beschikbaar stellen en 10.000 extra manschappen beschikbaar stellen.

## De slag

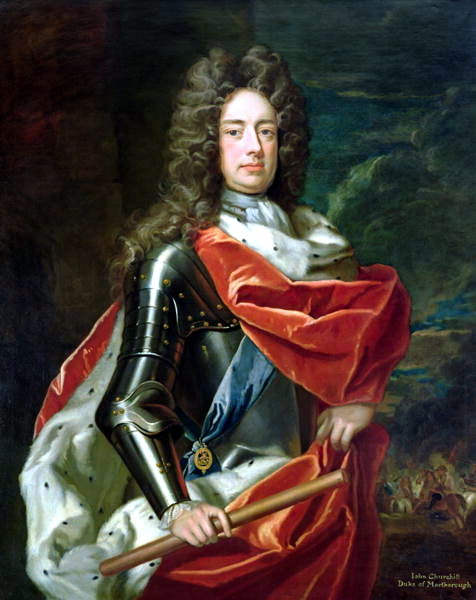
John Churchill, Hertog van Marlborough

Op 23 mei 1706 treffen de troepen elkaar bij Ramillies. Ramillies maakt onderdeel uit van de oude Brabantse verdedigingslinie.
Marlborough heeft ongeveer 62.000 man tot zijn beschikking (deels Nederlands en deels Brandenburgers), 100 kanonnen en 20 houwitsers. In zijn staf heeft onder anderen de Nederlandse maarschalk Hendrik van Nassau-Ouwerkerk zitting.
Het Franse leger o.l.v. Villeroy is iets groter, ongeveer 63.000 (deels Beiers)
De eerste kanonschoten vallen om 13.00 uur, om 14.30 vallen de geallieerden vanuit het oosten aan.
Over en weer zijn de troepen in balans opgesteld: infanterie en cavalerie zijn aan beide zijden evenwichtig over het front verdeeld.
Aan geallieerde zijde o.l.v. Orkney in het noorden en maarschalk Ouwerkerk in het zuiden. De Engelsen o.l.v. Orkney rukken op en Villeroy besluit zijn linkerfront daar te versterken. De aanval van Orkney is echter een afleidingsmanoeuvre, die volgens de bedoeling de rechterflank van de Fransen verzwakt. Dan besluit Marlborough zijn noordelijke cavalerie naar het zuiden te verplaatsen en dus Ouwerkerk te versterken die erin slaagt om aldus versterkt de Franse linie te doorbreken. Als de slag om ongeveer 19.00 uur eindigt, hebben de Fransen een zeer bloedige nederlaag geleden en moet Villeroy met nog ongeveer 15.000 man terugtrekken. Hij heeft ruim 6.500 doden, 5.300 gewonden en 7.000 tot 15.000 gevangenen moeten achterlaten. Ongeveer 30.000 Fransen zijn gevlucht. De Grote Alliantie heeft veel lichtere verliezen geleden.

## Epiloog
Na de slag worden de Zuidelijke Nederlanden in twee gedeeld. De provincies Brabant en Vlaanderen met inbegrip van Mechelen vallen voortaan onder het Engels-Nederlands protectoraat, terwijl het Frans-Spaanse regime zich voorlopig handhaafde in Namen, Luxemburg en Henegouwen, evenals de stad Nieuwpoort. Toch gaf Lodewijk XIV niet op: Villeroy, een wat oudere bevelhebber die het altijd meer van zijn goede connecties moest hebben dan van zijn militaire kwaliteiten, werd ontslagen en Lodewijk geeft zijn troepen in Italië de opdracht naar het noordelijke front te trekken en in 1708 vindt een nieuwe veldslag plaats bij Oudenaarde. Ook deze werd door Marlborough gewonnen. Toch duurt het nog tot 1713 voordat er een nieuwe vrede wordt gesloten, de Vrede van Utrecht.